# Begonia alba
Espèce
Begonia alba est une espèce de plantes de la famille des Begoniaceae.
Ce bégonia est originaire des Philippines. L'espèce fait partie de la section Diploclinium ; elle a été décrite en 1915 par le botaniste américain Elmer Drew Merrill (1876-1956) et l'épithète spécifique, alba, signifie blanc.